# Ruesnes
Ruesnes est une commune française située dans le département du Nord, en région Hauts-de-France.
Ses habitants sont les Ruesnois.

## Géographie
Ruesnes est situé sur le Roniau et le Mortry à 4 km du Quesnoy, la ville la plus proche. La commune est entourée de collines et de pâturages, ainsi que de quelques forêts de taille modeste.

### Communes limitrophes
| Sepmeries         |             | Villers-Pol |
|                   | Ruesnes     |             |
| Bermerain Capelle | Beaudignies | Le Quesnoy  |

### Hydrographie

#### Réseau hydrographique
La commune est située dans le bassin Artois-Picardie. Elle est drainée par l'Hirondelle ou Escaut, le ruisseau des Préelles et le ruisseau le roniau,,.

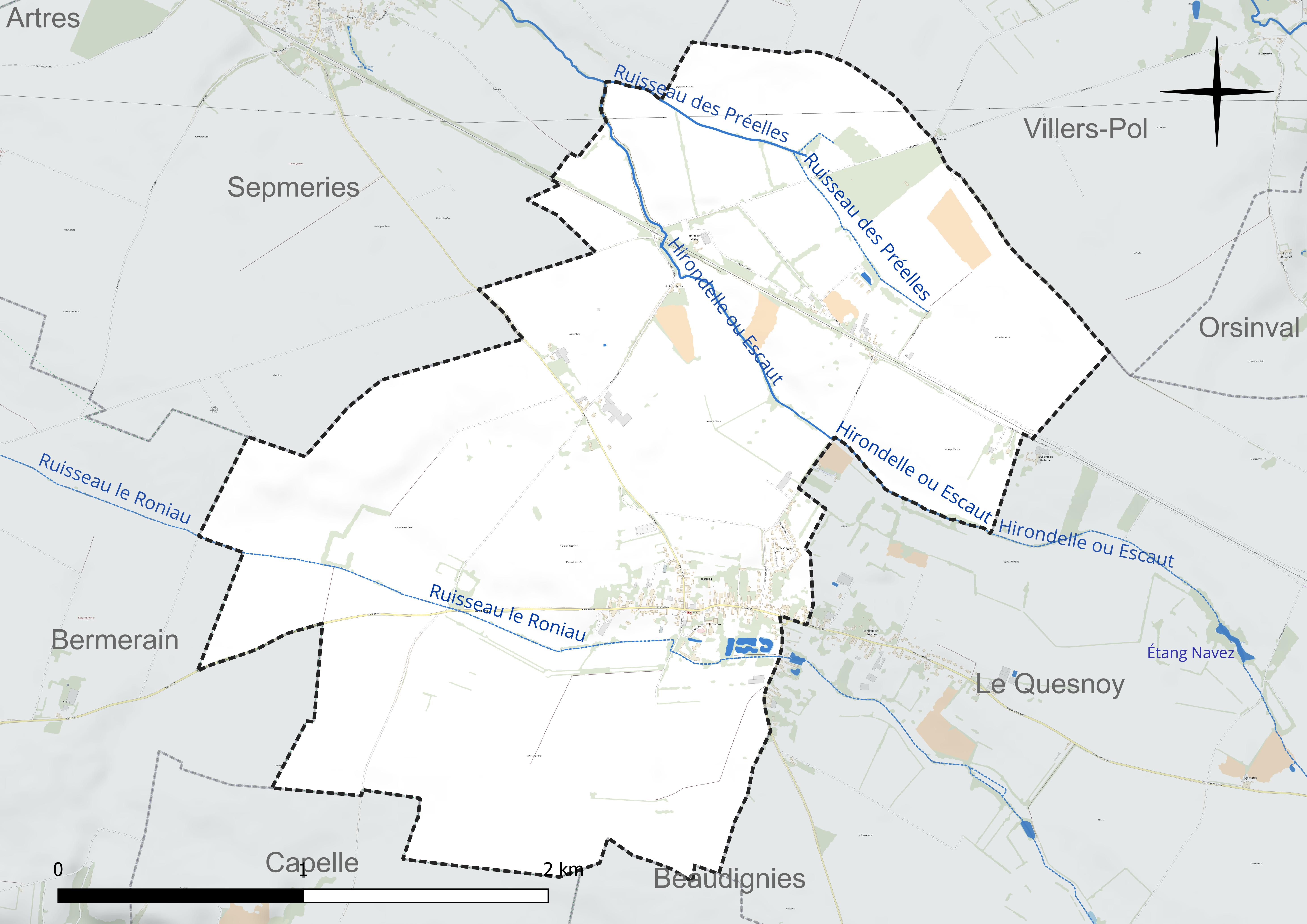
Réseau hydrographique de Ruesnes.

#### Gestion et qualité des eaux
Le territoire communal est couvert par le schéma d'aménagement et de gestion des eaux (SAGE) « Escaut ». Ce document de planification concerne un territoire de 2 005 km2 de superficie, délimité par le bassin versant de l'Escaut. Le périmètre a été arrêté le 9 juin 2006 et le SAGE proprement dit a été approuvé le 13 juillet 2021. La structure porteuse de l'élaboration et de la mise en œuvre est le syndicat mixte Escaut et Affluents (SyMEA). 
La qualité des cours d'eau peut être consultée sur un site dédié géré par les agences de l'eau et l'Agence française pour la biodiversité. 

### Climat
Pour des articles plus généraux, voir Climat des Hauts-de-France et Climat du Nord.
En 2010, le climat de la commune est de type climat océanique dégradé des plaines du Centre et du Nord, selon une étude du CNRS s'appuyant sur une série de données couvrant la période 1971-2000. En 2020, Météo-France publie une typologie des climats de la France métropolitaine dans laquelle la commune est exposée à un climat océanique altéré et est dans la région climatique  Nord-est du bassin Parisien, caractérisée par un ensoleillement médiocre, une pluviométrie moyenne régulièrement répartie au cours de l'année et un hiver froid (3 °C).
Pour la période 1971-2000, la température annuelle moyenne est de 9,9 °C, avec une amplitude thermique annuelle de 14,9 °C. Le cumul annuel moyen de précipitations est de 763 mm, avec 12,2 jours de précipitations en janvier et 9,2 jours en juillet. Pour la période 1991-2020, la température moyenne annuelle observée sur la station météorologique la plus proche, située sur la commune de Valenciennes à 12 km à vol d'oiseau, est de 11,0 °C et le cumul annuel moyen de précipitations est de 694,1 mm,. Pour l'avenir, les paramètres climatiques de la commune estimés pour 2050 selon différents scénarios d'émission de gaz à effet de serre sont consultables sur un site dédié publié par Météo-France en novembre 2022.

## Urbanisme

### Typologie
Au 1er janvier 2024, Ruesnes est catégorisée commune rurale à habitat dispersé, selon la nouvelle grille communale de densité à sept niveaux définie par l'Insee en 2022.
Elle est située hors unité urbaine. Par ailleurs la commune fait partie de l'aire d'attraction de Valenciennes (partie française), dont elle est une commune de la couronne,. Cette aire, qui regroupe 102 communes, est catégorisée dans les aires de 200 000 à moins de 700 000 habitants,.

### Occupation des sols
L'occupation des sols de la commune, telle qu'elle ressort de la base de données européenne d'occupation biophysique des sols Corine Land Cover (CLC), est marquée par l'importance des territoires agricoles (95,4 % en 2018), une proportion sensiblement équivalente à celle de 1990 (96,2 %). La répartition détaillée en 2018 est la suivante : 
terres arables (60,2 %), prairies (35,2 %), zones urbanisées (4,6 %). L'évolution de l'occupation des sols de la commune et de ses infrastructures peut être observée sur les différentes représentations cartographiques du territoire : la carte de Cassini (XVIIIe siècle), la carte d'état-major (1820-1866) et les cartes ou photos aériennes de l'IGN pour la période actuelle (1950 à aujourd'hui).

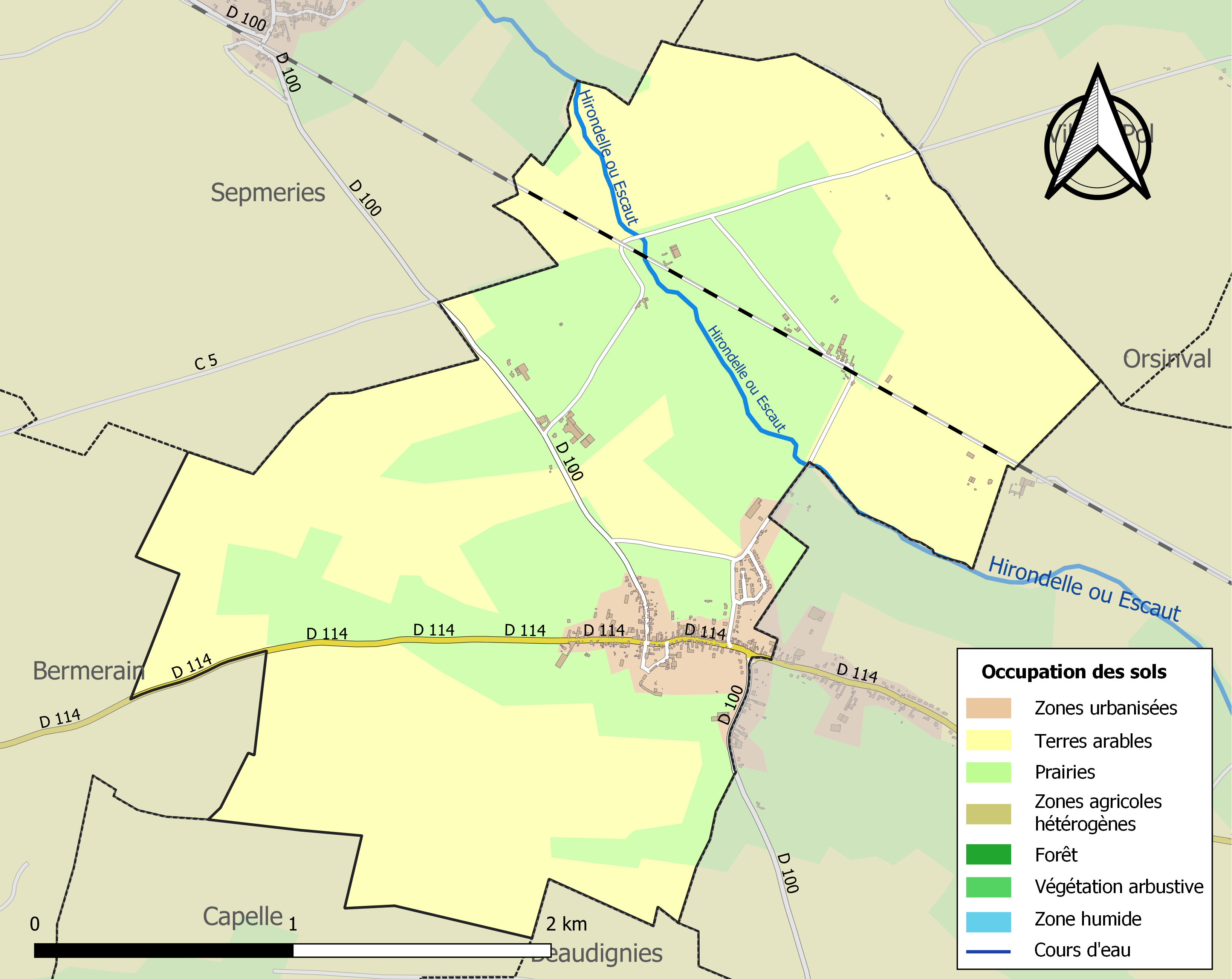
Carte des infrastructures et de l'occupation des sols de la commune en 2018 (CLC).

## Histoire
Des restes de fondations et d'un aqueduc romain ont été trouvés sur le territoire de Ruesnes.
Depuis 1336, la seigneurie de Ruesnes dépend du comte de Hainaut. La commune connaît donc les périples de ce comté qui a changé plusieurs fois de puissance souveraine (la Bourgogne, l'Autriche, l'Espagne) et est rattaché en France en 1668 au Traité de Nimègue.
L'église Saint-Pierre-des-Liens a été bâtie en 1763 sur les ruines de celle qui fut brûlée en 1550 avec le village, pendant la guerre entre les Français et l'empereur Charles Quint.
"Le 12 septembre 1709, après la bataille de Malplaquet, l'armée est venue camper entre Le Quesnoy et Valenciennes. Le quartier général a esté à Ruesne jusqu'au quatre de novembre." "Le huit juin de l'an mil sept cent douze l'armée des alliés at investi la ville du Quesnoy. Le Quartier général du siège at esté à Ruesne."."Le huit septembre 1712 l'armée de France commandée par Mr le Maréchal de Villars at investit la ville du Quesmoy et le neuf quattre Régimens de Cavalerie ont pillé l'Eglise et le chateau de Ruesne." ( AD59 RUESNES BMS1608-1778 5 Mi 008 R 025 vues 81, 82 et 84/199)
Le parc éolien du Chemin de Saint-Druon est mis en service en 2023,.

## Héraldique
|  | Les armes de Ruesnes se blasonnent ainsi : « D'azur au loup ravissant d'or. » |

 sur la grosse cloche de 1757.. Parrain Messire Charles Louis CAPY seigneur de RUESNES, LOUVIGNIES, ANGLEFONTAINE... réf : épigraphie du Nord
Les armes de Ruesnes sont celles portée par la Famille Capy (ou de Cappy), seigneurs du lieu aux XVIIe et XVIIIe siècles, elle était possessionnée à Louvignies et Englefontaine ; Chevaliers de Saint Louis, les Capy comptaient au nombre des gardes du corps du Roi jusqu'à la Révolution.

## Politique et administration

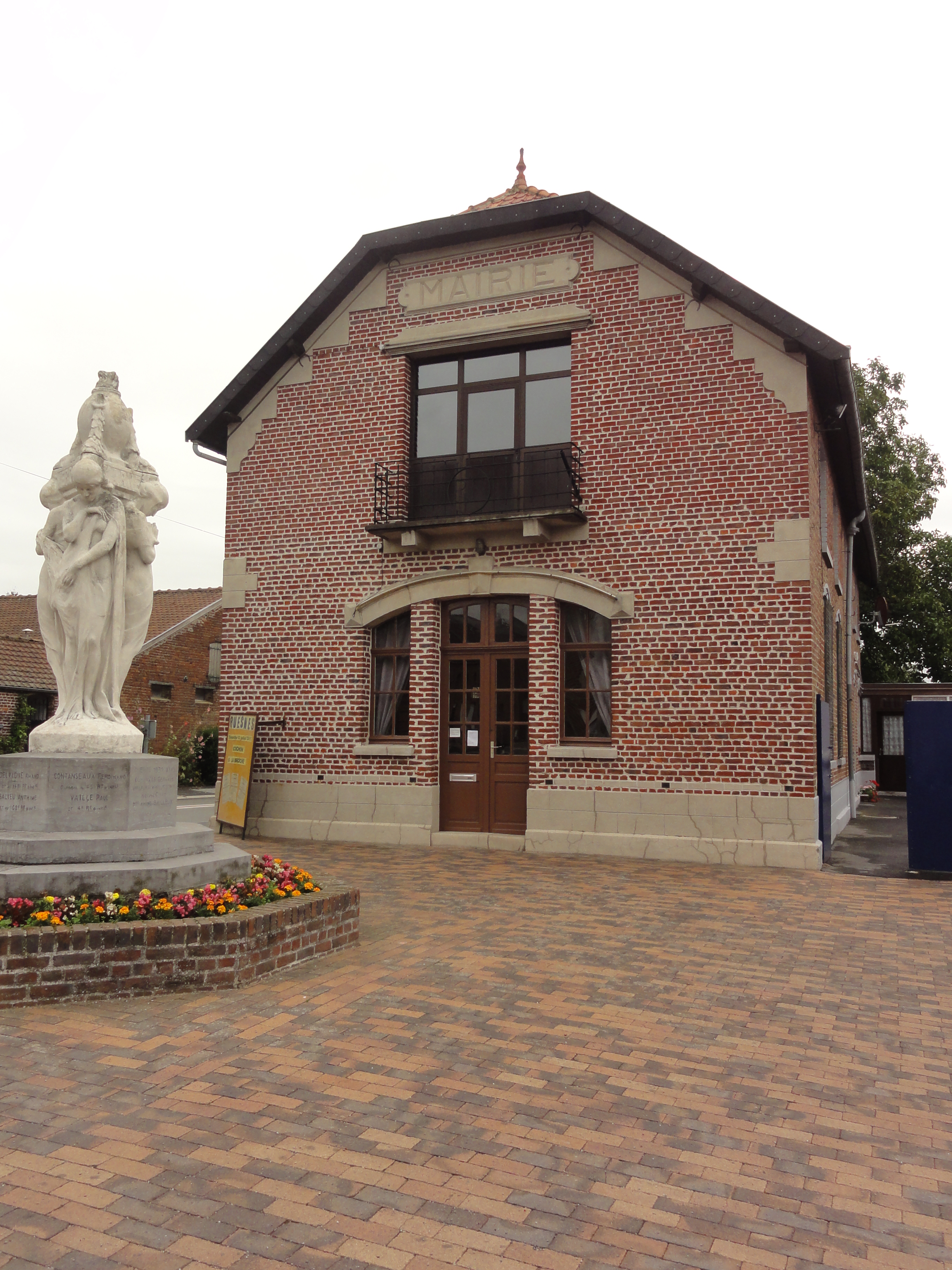
La mairie de Ruesnes

Maire de 1802 à 1807 : Fremaux,.
Maire en 1881 : Camaret.

Maire en 1939 : Prévost.
| Période                                  | Période                    | Identité        | Étiquette | Qualité    |
| ---------------------------------------- | -------------------------- | --------------- | --------- | ---------- |
| Les données manquantes sont à compléter. |                            |                 |           |            |
| mars 2001                                | mars 2014                  | Robert Brasseur | PS        |            |
| mars 2014                                | En cours (au 4 avril 2014) | Claude Blomme   |           | Enseignant |

## Population et société

### Démographie

#### Évolution démographique
L'évolution du nombre d'habitants est connue à travers les recensements de la population effectués dans la commune depuis 1793. Pour les communes de moins de 10 000 habitants, une enquête de recensement portant sur toute la population est réalisée tous les cinq ans, les populations de référence des années intermédiaires étant quant à elles estimées par interpolation ou extrapolation. Pour la commune, le premier recensement exhaustif entrant dans le cadre du nouveau dispositif a été réalisé en 2007.

En 2022, la commune comptait 452 habitants, en évolution de +2,96 % par rapport à 2016 (Nord : +0,51 %, France hors Mayotte : +2,11 %).
| 1793 | 1800 | 1806 | 1821 | 1831 | 1836 | 1841 | 1846 | 1851 |
| ---- | ---- | ---- | ---- | ---- | ---- | ---- | ---- | ---- |
| 346  | 366  | 437  | 471  | 500  | 447  | 482  | 480  | 532  |

| 1856 | 1861 | 1866 | 1872 | 1876 | 1881 | 1886 | 1891 | 1896 |
| ---- | ---- | ---- | ---- | ---- | ---- | ---- | ---- | ---- |
| 491  | 530  | 502  | 473  | 498  | 485  | 479  | 455  | 472  |

| 1901 | 1906 | 1911 | 1921 | 1926 | 1931 | 1936 | 1946 | 1954 |
| ---- | ---- | ---- | ---- | ---- | ---- | ---- | ---- | ---- |
| 403  | 407  | 335  | 354  | 361  | 360  | 346  | 346  | 334  |

| 1962 | 1968 | 1975 | 1982 | 1990 | 1999 | 2006 | 2007 | 2012 |
| ---- | ---- | ---- | ---- | ---- | ---- | ---- | ---- | ---- |
| 398  | 365  | 360  | 350  | 528  | 496  | 451  | 445  | 428  |

| 2017 | 2022 | - | - | - | - | - | - | - |
| ---- | ---- | - | - | - | - | - | - | - |
| 450  | 452  | - | - | - | - | - | - | - |

#### Pyramide des âges
La population de la commune est relativement jeune.
En 2018, le taux de personnes d'un âge inférieur à 30 ans s'élève à 31,7 %, soit en dessous de la moyenne départementale (39,5 %). À l'inverse, le taux de personnes d'âge supérieur à 60 ans est de 24,7 % la même année, alors qu'il est de 22,5 % au niveau départemental.
En 2018, la commune comptait 230 hommes pour 229 femmes, soit un taux de 50,11 % d'hommes, légèrement supérieur au taux départemental (48,23 %).
Les pyramides des âges de la commune et du département s'établissent comme suit.
| Hommes | Classe d’âge | Femmes |
| ------ | ------------ | ------ |
| 0,0    | 90 ou +      | 0,0    |
| 2,2    | 75-89 ans    | 6,3    |
| 20,0   | 60-74 ans    | 21,1   |
| 21,3   | 45-59 ans    | 21,5   |
| 22,6   | 30-44 ans    | 21,8   |
| 11,5   | 15-29 ans    | 13,4   |
| 22,5   | 0-14 ans     | 16,0   |

| Hommes | Classe d’âge | Femmes |
| ------ | ------------ | ------ |
| 0,5    | 90 ou +      | 1,4    |
| 5,3    | 75-89 ans    | 8,1    |
| 14,8   | 60-74 ans    | 16,2   |
| 19,1   | 45-59 ans    | 18,4   |
| 19,5   | 30-44 ans    | 18,7   |
| 20,7   | 15-29 ans    | 19,1   |
| 20,2   | 0-14 ans     | 18     |

## Lieux et monuments
- L'église Saint-Pierre-des-Liens, 1763.
- Le monument aux morts, situé sur la place de la mairie.
- Le château de Ruesnes, situé près de l'église, derrière la place de la mairie et son mausolée face à l'église.
- Des chapelles-oratoires aux différentes sorties du village.
- L'étang des prés verts, situé sur la route de Beaudignies.
- Le cimetière communal de Ruesmes héberge 85 tombes de guerre de la Commonwealth War Graves Commission de soldats morts à la libération de la région, début novembre 1918[31].

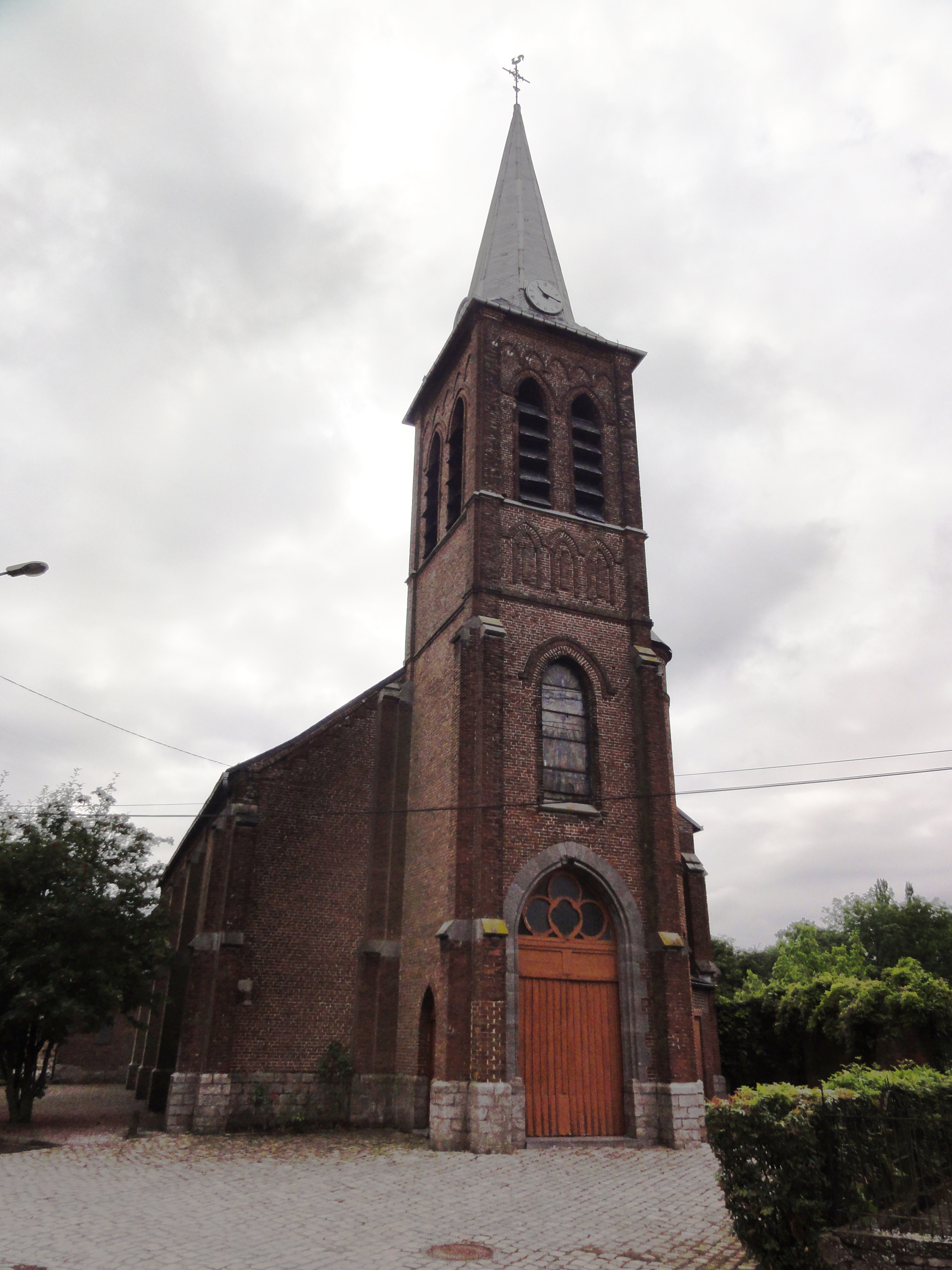
L'église Saint-Pierre-des-Liens.
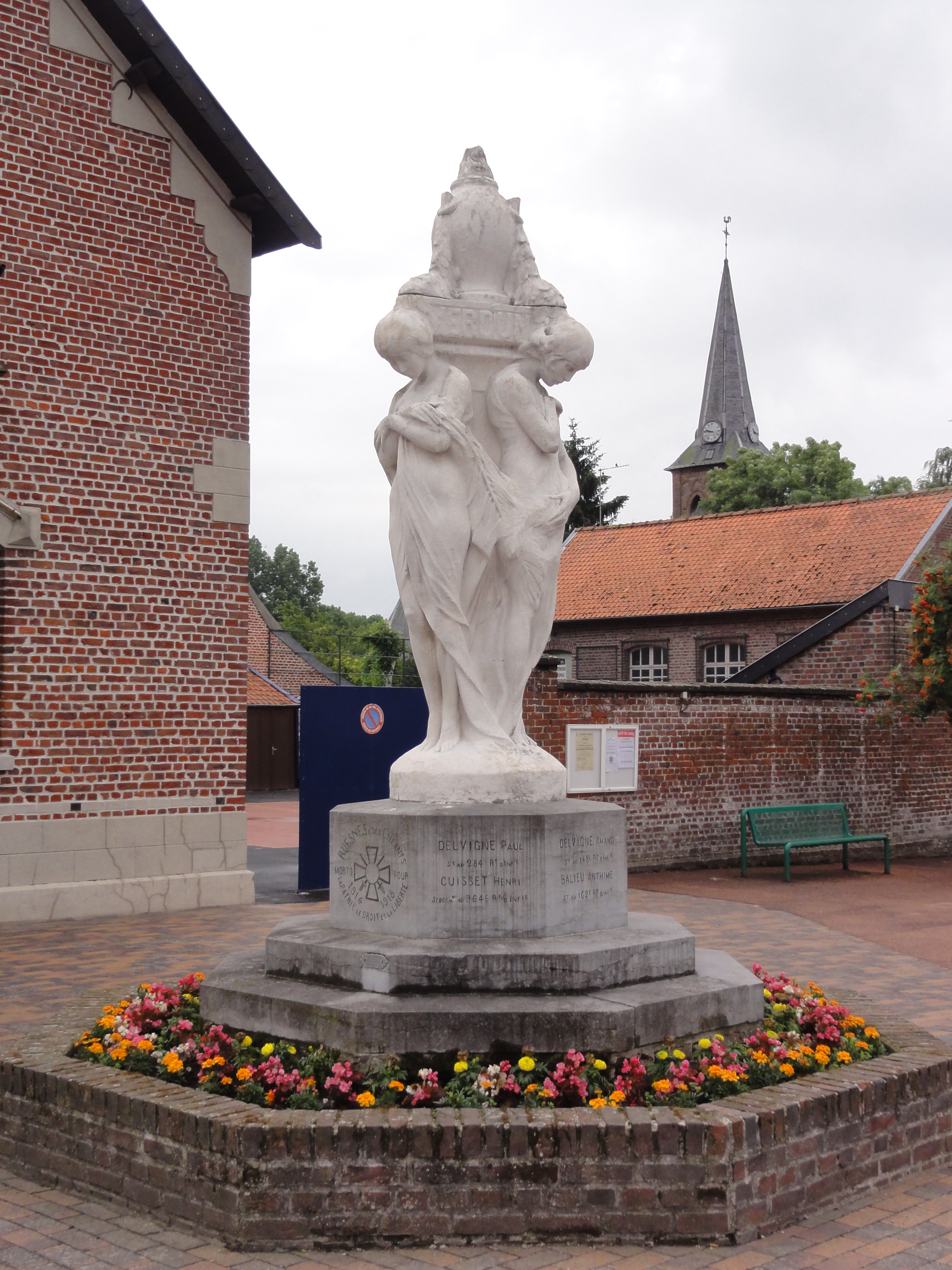
Le monument aux morts.
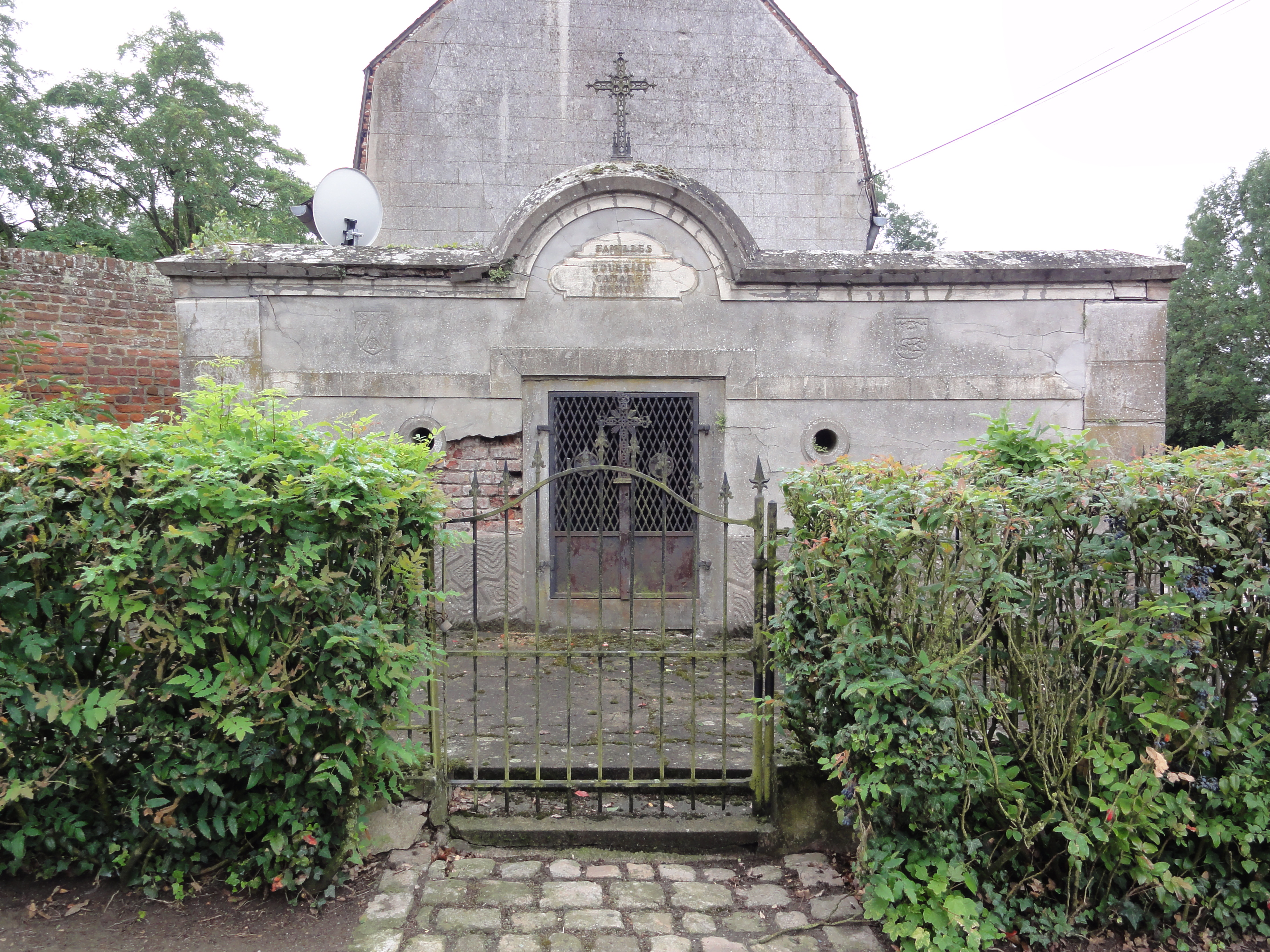
Mausolée du château.
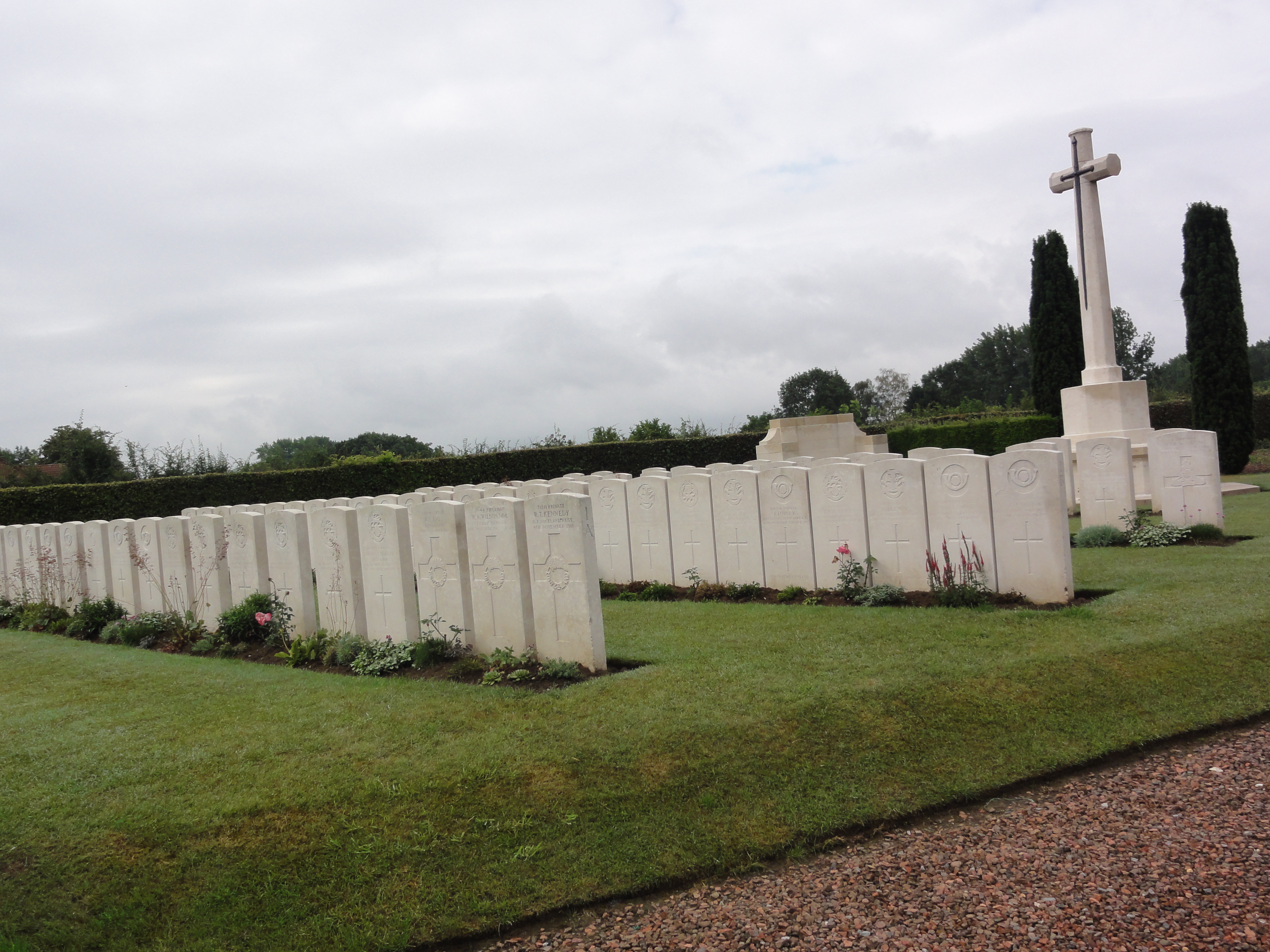
Les tombes de guerre du CWGC au cimetière.

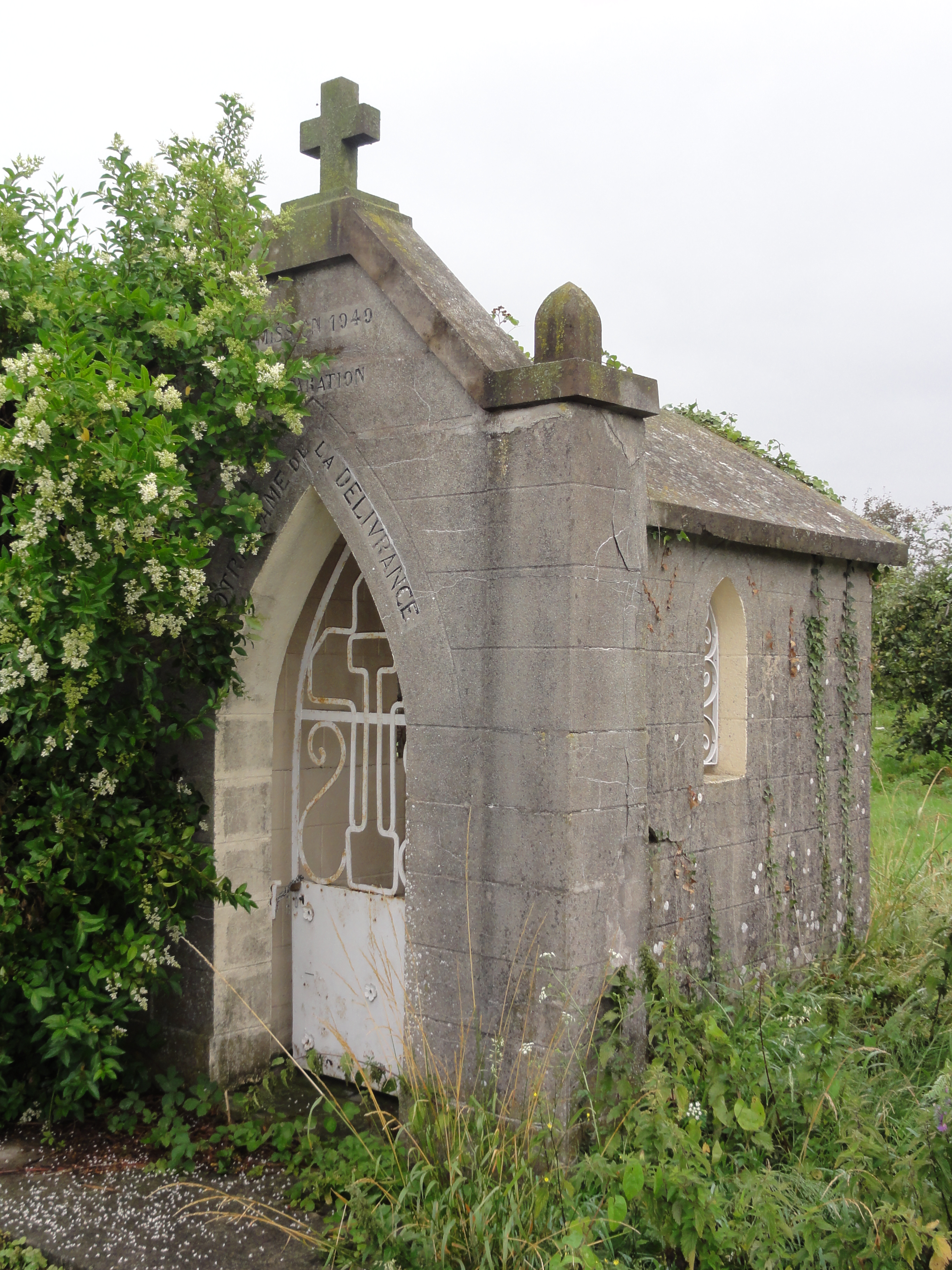
Chapelle N.D. de La Délivrance, chemin sortie nord-est.
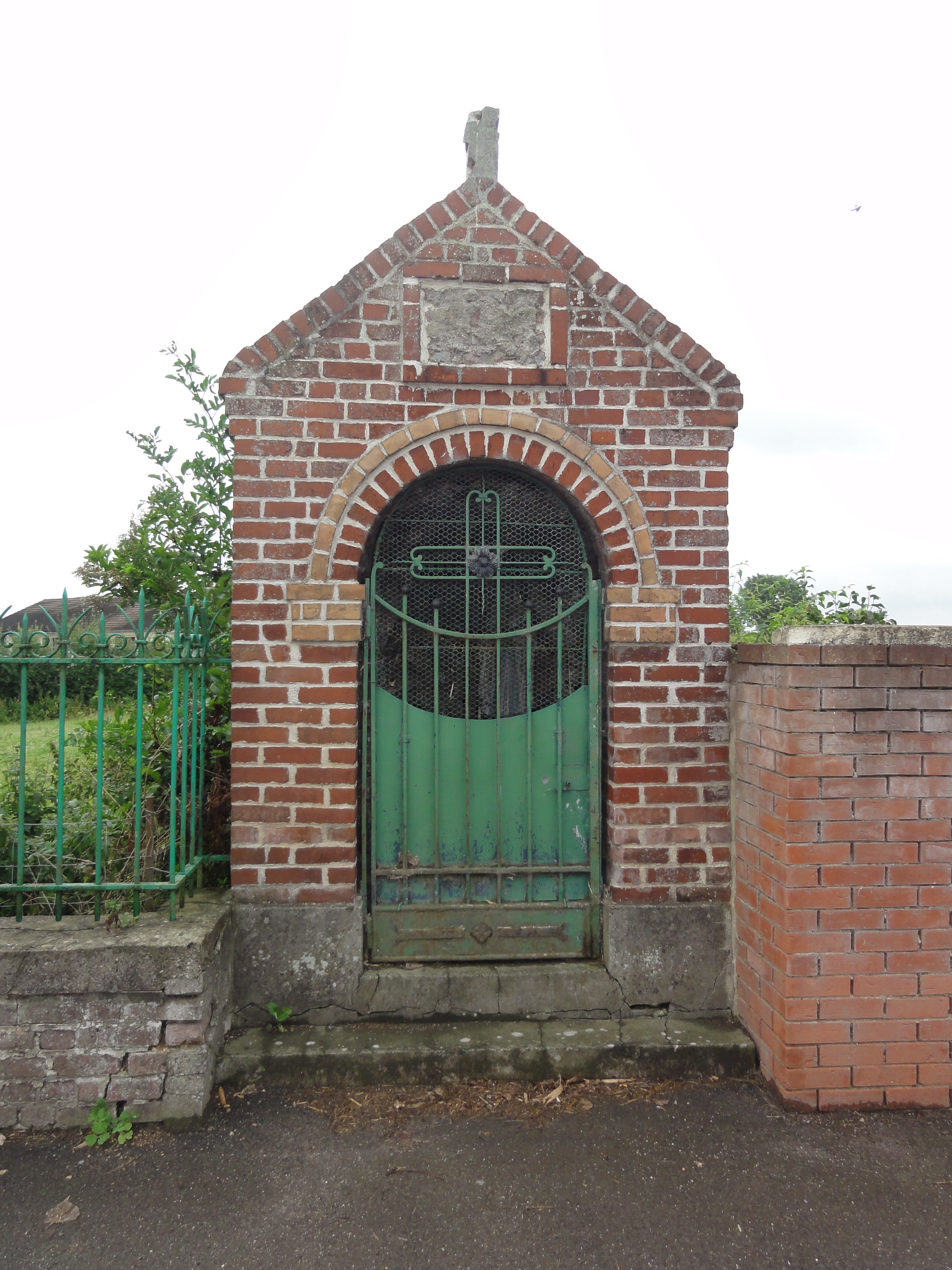
Chapelle N.D. de Lourdes, sortie rue de Bermerain.
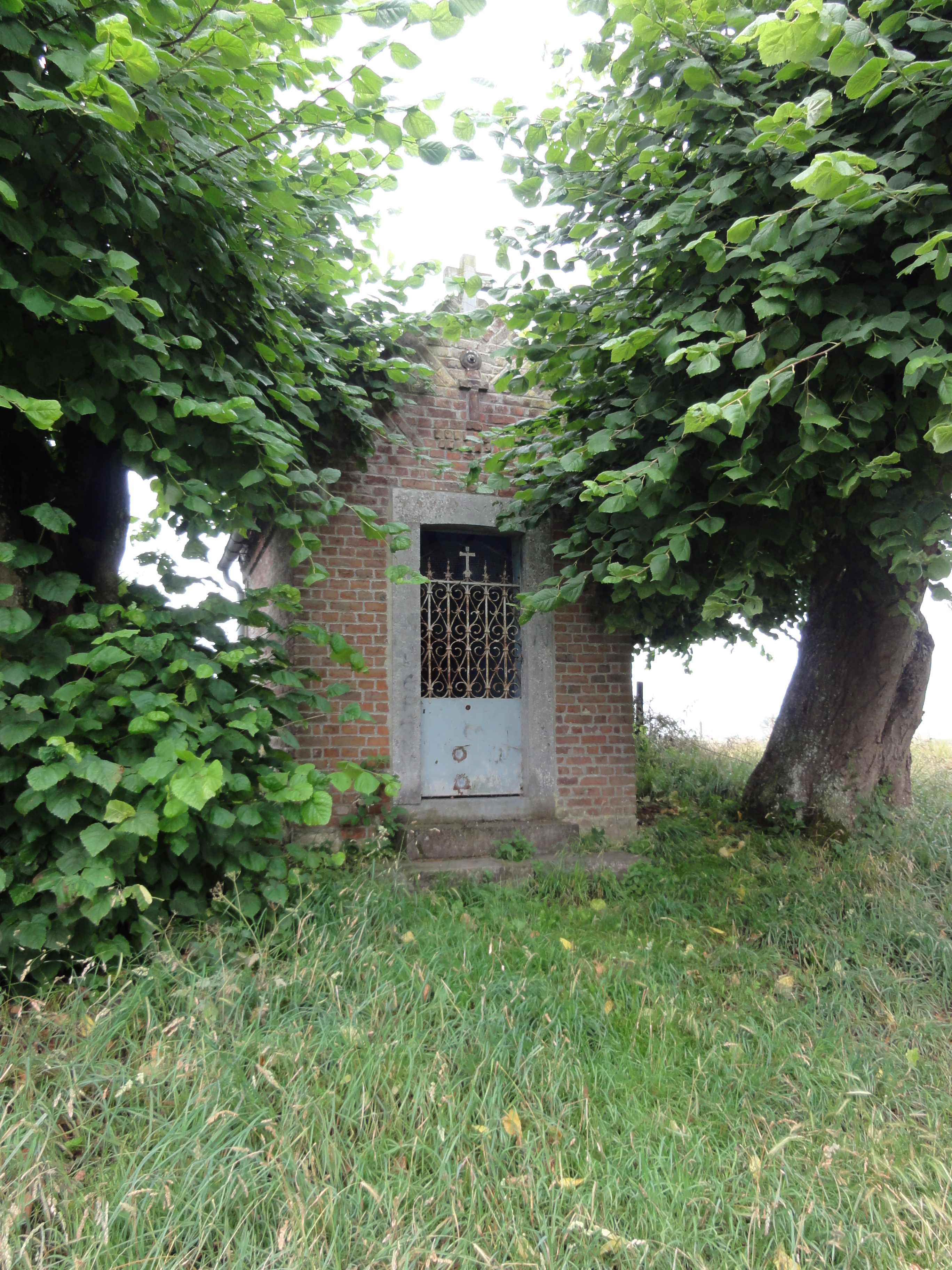
Chapelle D100, sortie Sepmeries.
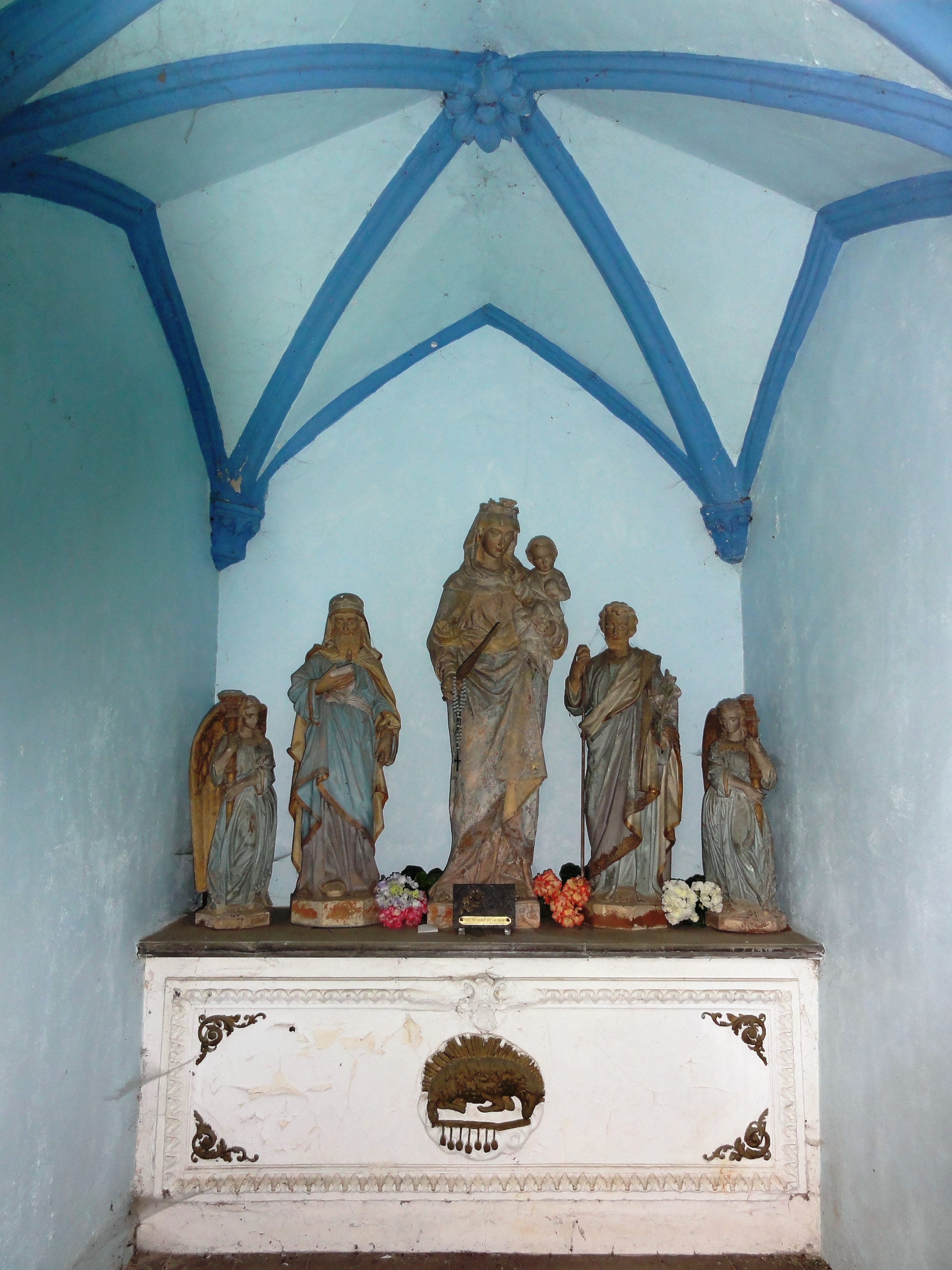
Chapelle D100, intérieur.

## Anecdote
Passage du Paris-Roubaix cycliste en 2011 mais aussi en 2021, avec le secteur pavé entre Capelle et Ruesnes.

## Personnalités liées à la commune
```
Colette Duval
, née en 1930 et morte en 1988, était parachutiste française, mannequin de haute couture.
```

## Pour approfondir